# Oryzopsis purpurascens
Oryzopsis purpurascens là một loài thực vật có hoa trong họ Hòa thảo. Loài này được Hack. ex Paulsen mô tả khoa học đầu tiên năm 1903.